# Борнхольм
Бо́рнхольм (дат. Bornholm) — остров в юго-западной части Балтийского моря. Принадлежит Дании. Расположен в 170 км к востоку от Копенгагена, в 95 км к северу от берегов Польши и в 35 км на юго-восток от территории Швеции. Население составляет 39 535 человек (2022).
Остров и несколько ближайших небольших островов составляют коммуну Борнхольм, входящую в область Ховедстаден. Главный город и порт — Рённе.

## География

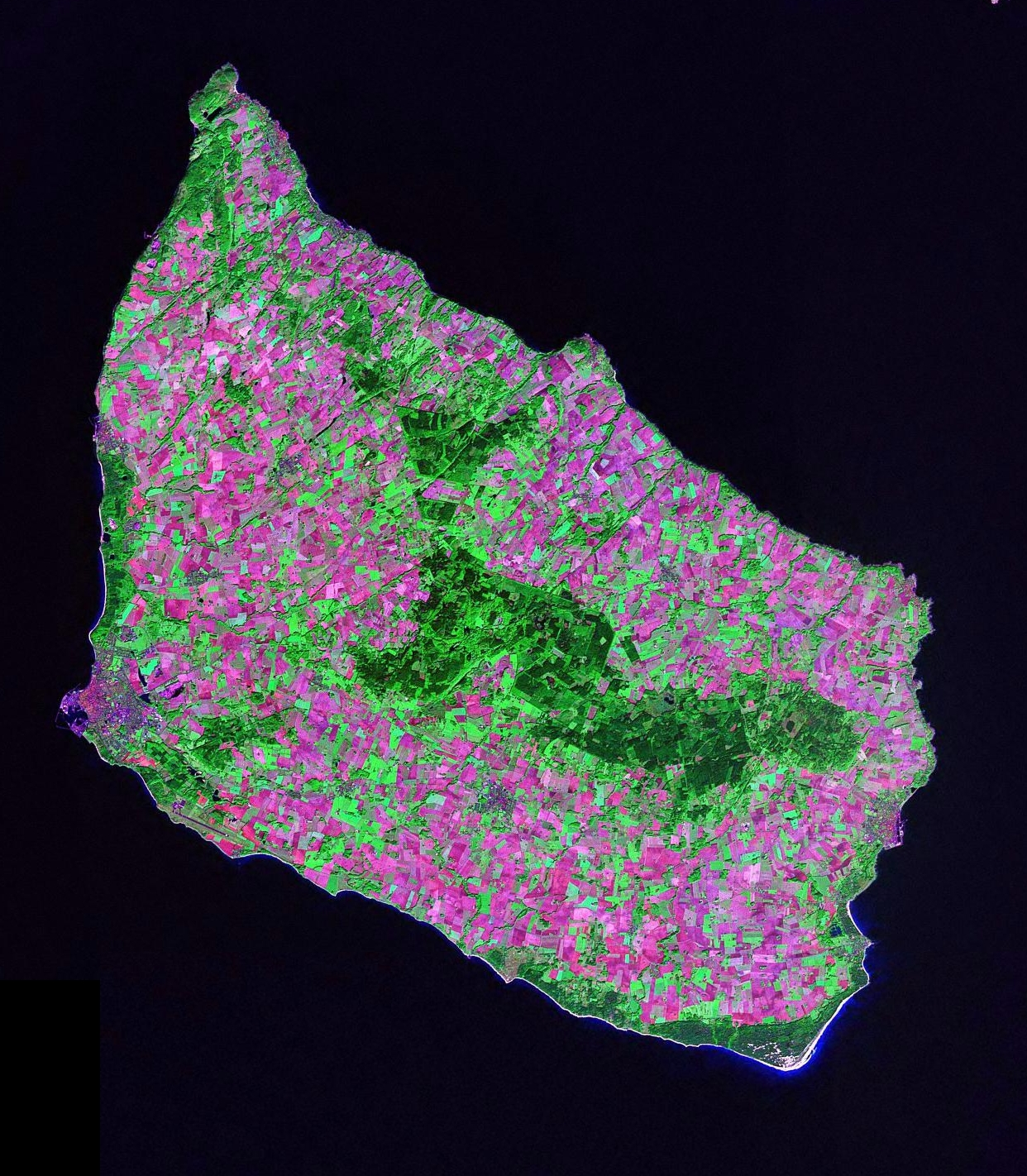
Борнхольм из космоса

Архейские граниты слагают большую часть северной части острова. На юге распространены палеозойские и мезозойские песчаники, сланцы и известняки. 
Фуронгские (поздний кембрийский период) отложения сланцев Алум на Борнхольме представлены всеми шестью суперзонами, по окаменелостям установлены три агностоидных и четырнадцать трилобитовых зон. Из этой толщи было собрано 8502 ископаемых образца, состоящих по большей части из несочленённых склеритов. Описанные роды включают Ctenopyge, Eurycare, Leptoplastus, Olenus, Parabolina, Peltura, Protopeltura, Sphaerophthalmus, Lotagnostus и Triangulopyge.
На юго-востоке и западе вдоль берега располагаются дюны, на севере — скалы. Рельеф — холмистый (моренная и водно-ледниковая равнина), наибольшая высота — 162 м (гора Рюттеркнегтен). Растительность — в основном хвойные деревья, лиственные леса занимают около 17 % территории.
В 18 км к северо-востоку располагается небольшой архипелаг Эртхольмен.

## История
По мнению ряда историков, является прародиной древнегерманского племени бургундов.
В эпоху раннего средневековья становится опорным пунктом викингов, затем входит в состав провинции Сконе. За право владения островом долгое время велась борьба между архиепископством Лунда и датскими королями. В 1150 году датским королём была построена крепость Лиллеборг (дат. Lilleborg), а через сто лет архиепископом построена крепость Хаммерсхус (дат. Hammershus). К 1259 году контроль над островом перешёл к архиепископству. В 1525 году остров был заложен Любеку (немецкий город в составе Ганзы).
Во время датско-шведской войны шведы захватили остров в 1645 году, но в том же году вернули его Дании после заключения Брёмсебруского мира. В 1658 году по Роскилльскому миру был передан Швеции вместе с другими территориями, а в 1660 году по условиям Копенгагенского мира возвращён обратно Дании.
6 октября 1850 года близ острова потерпел крушение первый винтовой фрегат русского императорского флота «Архимед» под командованием Владимира фон Глазенапа.
В начале Второй мировой войны оккупирован Германией, использовался в качестве наблюдательного поста и станции подслушивания. 9 мая 1945 года на остров был высажен советский Борнхольмский десант, весь остров был освобождён к 12 мая. Тем не менее советские войска задержались тут почти на год, поскольку руководство СССР имело планы закрепиться в этом стратегически важном районе Балтики. Впрочем, эти намерения не были реализованы. В итоге советские войска покинули Борнхольм 5 апреля 1946 года, передав остров представителям правительства Дании. Станция подслушивания была вывезена в СССР.

## Экономика
Важную роль в экономике острова играет туризм. Сельское хозяйство: растениеводство (зерновые культуры), животноводство (молочные и свиноводческие фермы), рыболовство (сельдь, лосось, треска); промышленность: горная промышленность (добыча гранита), производство фарфора и других гончарных изделий. Часть продукции идёт на экспорт.

## Достопримечательности

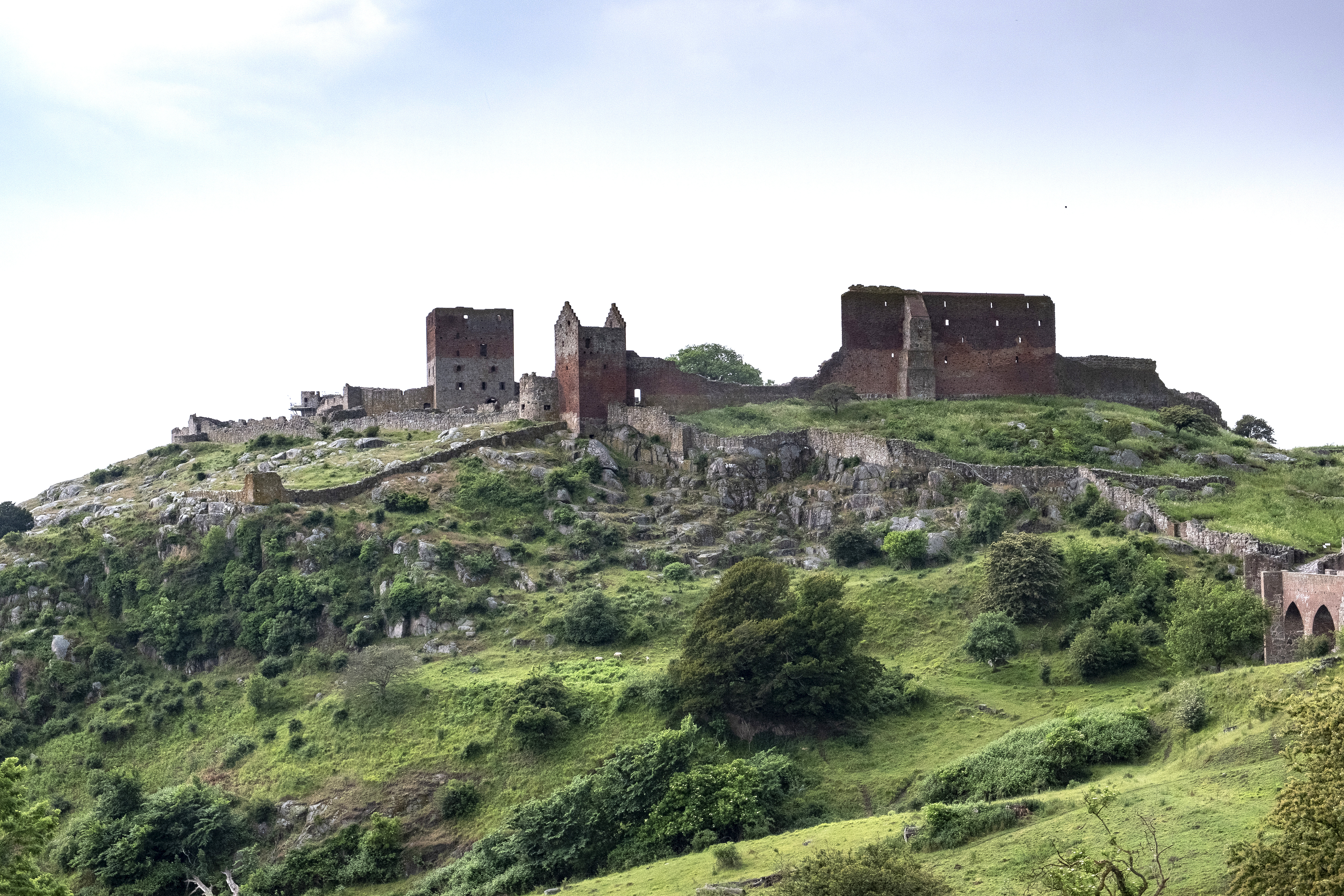
Остатки средневековой крепости Хаммерсхус

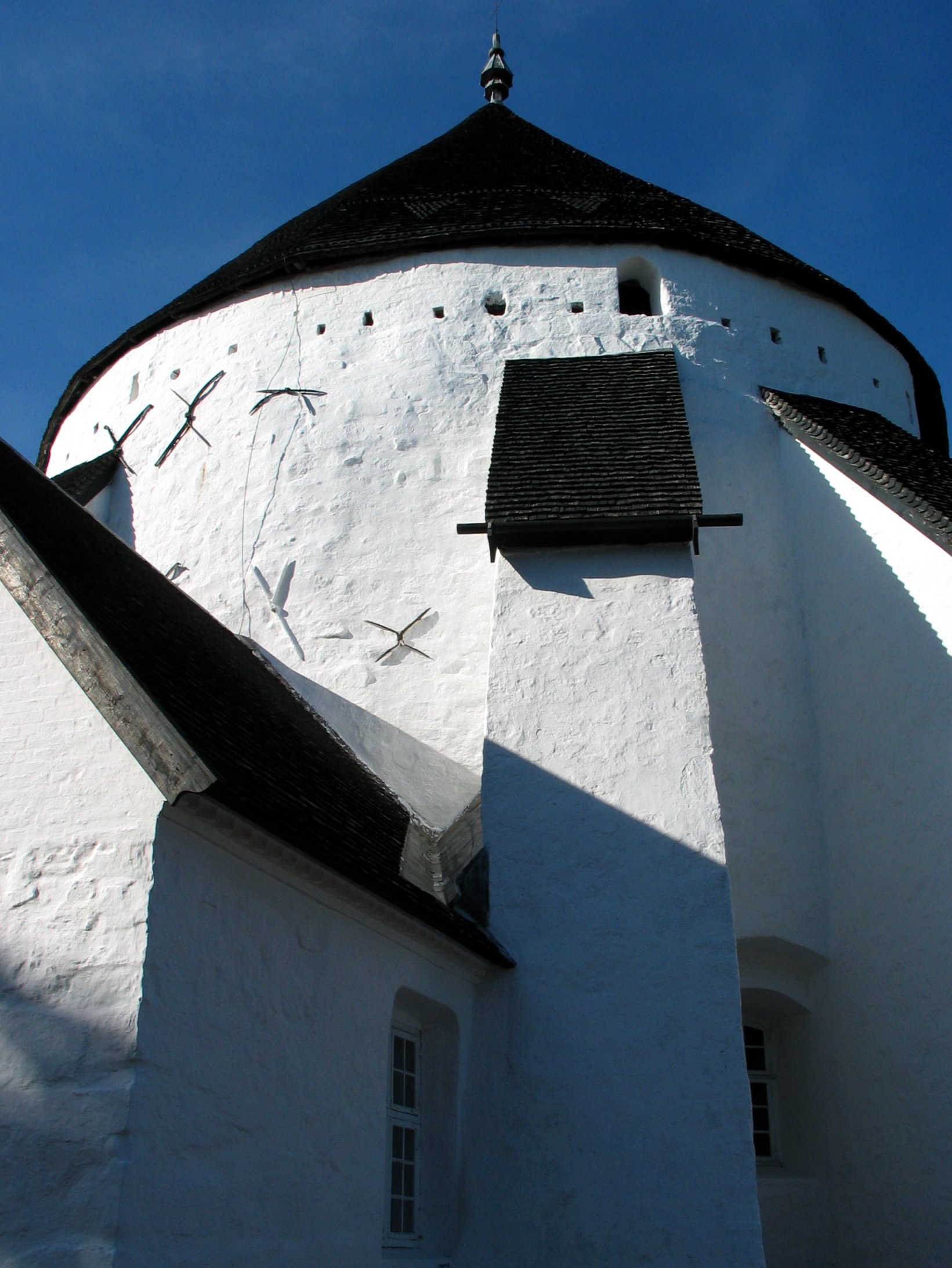
Круглая церковь на острове

Неолитические строения острова включают хендж Риспебьерг, руины культового сооружения железного века. На острове расположены 15 церквей, 4 из которых имеют круглую форму (XII век). В своё время они служили крепостями.
Остатки замка Хаммерсхус (1250) являются историческим памятником. Есть также остатки строения викингов.
В 2009—2013 годах на острове было найдено четыре мужских и одна женская золотые фигурки VI века.
В 1952 году на острове построена водонапорная башня необычной пирамидальной формы. Это первый успешный проект известного позднее архитектора Йорна Утзона.

## Остров в культуре
- На острове происходит основное действие повести Николая Карамзина «Остров Борнгольм».
- Датский приключенческий фильм «Сокровища тамплиеров» (дат. Tempelriddernes skat) основан на гипотезе о том, что Орден Храмовников спрятал свою библиотеку и Ковчег Завета в одной из круглых церквей Борнхольма.
- Документальная повесть датского историка, профессора Бента Енсена «Долгое освобождение острова Борнхольм». Издана в России на русском языке в 2001 году.
- Исторический роман «Мимо острова Буяна». Автор — Пётр Могунов (настоящая фамилия — Пётр Котов). Издание 2011 года. В художественном произведении, на основе исторических фактов, рассказывается об освобождении Борнхольма Красной армией в мае 1945 года и дальнейшем нахождении советских войск на острове. Роман переведён на датский язык (перевод Бента и Татьяны Енсен). Издан в Дании издательством Hovedland в 2014 году под названием «Остров и страна».